# Lưu Hữu (Triệu vương)
Lưu Hữu (giản thể: 刘友; phồn thể: 劉友; bính âm: Liǘ Yǒu, mất năm 181 TCN) là con trai thứ sáu của Hán Cao Tổ, vị hoàng đế khai quốc của nhà Hán trong lịch sử Trung Quốc. Ông đồng thời là vua của hai nước chư hầu nhà Hán là Hoài Dương và Triệu, còn được gọi với tước hiệu Triệu U vương (赵幽王).

## Sự nghiệp
Năm 196 TCN, phụ thân Hán Cao Tổ Lưu Bang lập Lưu Hữu làm Hoài Dương vương. Năm 194 TCN, Lã thái hậu giết người anh Lưu Hữu là Triệu Ẩn vương Lưu Như Ý, lập ông lên thay làm Triệu vương.
Lã Thái hậu gả một người con gái họ Lã cho Lưu Hữu nhưng không được Lưu Hữu sủng ái. Lã thị bèn tìm cách vu cáo với Lã thái hậu rằng Lưu Hữu bắt bình việc bà ta phong vương cho họ Lã. Năm 181 TCN, Lã thái hậu triệu Lưu Hữu vào chầu rồi bắt giam ông lại, bỏ đói cho đến chết.
Sau khi Lưu Hữu qua đời, Lã thái hậu cho an táng ông theo lễ của dân thường rồi lập anh ông là Lương vương Lưu Khôi làm Triệu vương.
Sau này, năm 180 TCN, Hán Văn đế lên ngôi, lại phong cho con Lưu Hữu là Lưu Toại làm Triệu vương và con thứ là Lưu Tích Cường làm Hà Gian vương, đồng thời làm bài thơ minh oan cho ông.

## Gia đình
- Cha: Hán Cao Tổ Lưu Bang
- Mẹ:
- Anh
  - Tề Điệu Huệ vương Lưu Phì
  - Lưu Doanh tức là Hán Huệ Đế
  - Triệu Ẩn vương tức là Lưu Như Ý
  - Lưu Hằng sau này là Hán Văn Đế
  - Triệu Cung vương Lưu Khôi
- Chị
  - Công chúa Lỗ Nguyên
- Em
  - Hoài Nam Lệ vương Lưu Trường
  - Yên Linh vương Lưu Kiến